# Cyclops neglectus
Cyclops neglectus – gatunek widłonoga z rodziny Cyclopidae, nazwa naukowa gatunku została po raz pierwszy opublikowana w 1909 roku przez norweskiego hydrobiologa Georga Ossiana Sarsa.